# ويليام غاي
ويليام غاي (بالإنجليزية: William Gay)‏‏ (27 أكتوبر 1941 في هوهينوالد - 23 فبراير 2012 في هوهينوالد) روائي، وصحفي الموسيقى من الولايات المتحدة.

## الجوائز
- زمالة غوغنهايم

## روابط خارجية
- ويليام غاي على موقع IMDb (الإنجليزية)
- ويليام غاي على موقع ميوزك برينز (الإنجليزية)
- ويليام غاي على موقع قاعدة بيانات الفيلم (الإنجليزية)